# TON・GG
TON・GG（トン・ジージー）は、ポケモンユナイトプロプレイヤーの一人。
2022年、2023年のWinterTournamentFinal優勝や、2024年のポケモンジャパンチャンピオンシップス（PJCS）、ポケモンワールドチャンピオンシップス（WCS）優勝、ポケモンユナイト部門の初代竜王などの実績を持つ。

## 経歴
元々は別のゲームのプロプレイヤーであったが、『ポケモンユナイト』の配信開始に伴い、主にポケモンユナイトの配信を行うストリーマーとして活動を開始。元々別のゲームでチームを組んでいた人とチームを組み「·GA（テンガ）」として大会に出場するが、大会終了後に他の選手が競技シーンから離れたことによりチームは解散。新たに「銀河団」として大乱闘スマッシュブラザーズのプロプレイヤーであるザクレイや、ホタルノケン、iroas、suix、あわいぬ、Obuyanらとチームを組み、2021〜2022年にかけて行われたWinterTournamentに出場し、優勝を納めている。その後2022年のWCSに向けて、あわいぬを除いた先程の6人でチームを組んでいたが、WCSのルールが発表され5人でしかチームを組むことができないと発覚し、suixとObuyanに無断でチームを抜けられる。そしてUを加えた5人でWCS予選に臨むも、トーナメント中に仮眠を取ったUが試合開始までに起きてこず、不戦敗となった（この一連の事件はUが睡眠前に行ったツイートに由来し、おやすみマクロ事件と言われている）。
銀河団は解散し、新しく「おやすみマクロ」というチームをMame、しめぴぃ、ゆめにゃん、かきごや、あわいぬと結成する（かきごやとあわいぬは仮メンバー）。そして、2022年から2023年にかけて開催されたWinterTournamentで優勝を果たした。その後行われたWCS4月予選でも優勝したが、PJCSでは4位でギリギリの予選通過となった。そんな中、MameとTON·GGがSNS上で不仲を告白。一時はチーム脱退が危ぶまれたが、出場の決まっているWCSまでは脱退しないことをPJCSで発表した。そしてWCSではDay1のブロック予選を全勝で通過するも、予定されていたインタビューへの参加を忘れていたことからペナルティを受ける。そして、Day2では一敗も出来ない状況から2連勝し窮地を脱したかに思われたが、試合終了後にヘッドホンを投げてしまいペナルティを受ける。それに対して抗議を行ったが認められず、さらに三度目のペナルティを受け、試合出場ができなくなってしまう。その後、チームは3位で敗退し8月一杯をもってチームは解散した。
しめぴぃ、ゆめにゃん、かきごや、あわいぬと「漆黒団」を組み2024年のWinterTournamentに出場するも、第一回予選で2位、最終結果は5位となり、東アジア予選への出場は叶わなかった。チームは解散し、竜王戦に出場するためしめぴぃ、ゆめにゃん、kabikiller、Harutoと「TONグロウパンチver.3」を結成し、竜王戦予選と竜王戦本戦を無敗で優勝した。その後、年齢制限によってWCSにkabikillerとHarutoが出場できないためチームは解散し、代わりにLucapoとましおを加え「チャンピオンロード」を結成し、WCS3月予選とPJCS を優勝した。そして、プロチームである「FENNEL」と契約しプロプレイヤーになり、WCSでは2日間を通して無敗で優勝した。その後行われた初のプロリーグでは7日間のうち4日で優勝し、PUACL（Pokémon UNITE Asia Champions League）出場を決める。しかし、プレイオフではZETA DIVISIONに敗北し準優勝に終わる。また、PUACLではチームメイトであるましおが体調不良になり、リザーブのLucapoが急遽出場した。結果はDay1敗退に終わった。
2025年4月1日の配信にて競技シーンから引退することを発表し、三年半の活動に終止符を打った。
2025年6月の配信にてREJECTのストリーマー部門に所属し、たきしまやpiuiとともにラーメンを作るなど活躍している